# Markov Random Field
Ein Markov Random Field (kurz MRF) oder Markow-Netzwerk ist ein nach dem Mathematiker A. Markow benanntes statistisches Modell, welches ungerichtete Zusammenhänge (z. B. die Ausrichtung von Elementarmagneten) in einem Feld beschreibt. Das Feld besteht aus Zellen, die Zufallsvariablen enthalten und räumlich begrenzt (vgl. zeitliche Begrenzung in einer Markow-Kette) gegenseitig wechselwirken.
Das Modell ist eine Verallgemeinerung des Ising-Modells der statistischen Physik, welches Magnetismus in Festkörpern beschreibt. Neben dem Ising-Modell gehören auch Conditional Random Fields zur Klasse der Markov Random Fields.
Mithilfe von Markov Random Fields können Zusammenhänge dargestellt werden, die sich nicht durch Bayessche Netze beschreiben lassen, beispielsweise zyklische Abhängigkeiten. Umgekehrt können diese jedoch ebenfalls Zusammenhänge darstellen, die in Markov Random Fields nicht beschreibbar sind.
Zu den formalen Eigenschaften eines MRF gehört unter anderem die Global Markov Property: Jeder Knoten (als Darsteller der Zufallsvariable) ist unabhängig von allen anderen Knoten, falls alle seine Nachbarn gegeben sind. 

## Anwendung
MRFs können zur Segmentierung digitaler Bilder oder klassifizierter Flächen eingesetzt werden. Dabei wird zum Beispiel bei einer binären Klassifizierung davon ausgegangen, dass jedes Element des Feldes eine Kraftwirkung auf die benachbarten Zellen hat und damit mehrere benachbarte Zellen einer Klasse eine einzelne Zelle einer anderen Klasse derart beeinflussen, dass ihre Klassifizierung zur Klasse der Mehrheit der benachbarten Zellen verschoben wird. MRFs sind somit eine Erweiterung der klassischen Markow-Kette in zwei oder mehr Dimensionen. Dies ermöglicht eine einfache Implementierung als Array.